# Tour de Guangxi 2018
La 2.ª edición del Tour de Guangxi se celebró entre el 16 y el 21 de octubre de 2018 con inicio en la ciudad de Beihai y final en la ciudad de Guilin en República Popular China. El recorrido constó de un total de 6 etapas sobre una distancia total de 911,4 km.
La carrera hizo parte del circuito UCI WorldTour 2018 dentro de la categoría 2.UWT, siendo la trigésimo séptima y última carrera de este circuito para la temporada 2018. El italiano Gianni Moscon del Sky logró la victoria final y lo acompañaron en el podio, como segundo y tercer clasificado respectivamente, el austriaco Felix Großschartner del Bora-Hansgrohe y el ruso Sergei Chernetski del Astana.

## Equipos participantes
Tomaron la partida un total de 18 equipos, todos ellos de categoría UCI WorldTeam, quienes conformaron un pelotón de 124 ciclistas de los cuales terminaron 116. Los equipos participantes son:
| WorldTeams (18)- AG2R La Mondiale - Astana - Bahrain-Merida - BMC Racing Team - Bora-Hansgrohe - Dimension Data - EF Education First-Drapac p/b Cannondale - Groupama-FDJ - Katusha-Alpecin - Lotto NL-Jumbo - Lotto Soudal - Mitchelton-Scott - Movistar Team - Quick-Step Floors - Sky - Team Sunweb - Trek-Segafredo - UAE Team Emirates |
| |

## Recorrido
| Etapa     | Fecha     | Recorrido         | type                   | Distancia (km) | Ganador           | Líder             |
| --------- | --------- | ----------------- | ---------------------- | -------------- | ----------------- | ----------------- |
| 1.ª etapa | 16 de oct | Beihai – Beihai   | etapa llana            | 107,4          | Dylan Groenewegen | Dylan Groenewegen |
| 2.ª etapa | 17 de oct | Beihai – Qinzhou  | etapa llana            | 145,2          | Pascal Ackermann  | Dylan Groenewegen |
| 3.ª etapa | 18 de oct | Nanning – Nanning | etapa llana            | 125,4          | Fabio Jakobsen    | Fabio Jakobsen    |
| 4.ª etapa | 19 de oct | Nanning – Mashan  | etapa de media montaña | 152,2          | Gianni Moscon     | Gianni Moscon     |
| 5.ª etapa | 20 de oct | Liuzhou – Guilin  | etapa de media montaña | 212,2          | Matteo Trentin    | Gianni Moscon     |
| 6.ª etapa | 21 de oct | Guilin – Guilin   | etapa de media montaña | 169            | Fabio Jakobsen    | Gianni Moscon     |

## Desarrollo de la carrera

### 1.ª etapa
| Beihai - Beihai | etapa llana | (107,4 km) |

| \| Clasificación de la etapa \| Clasificación de la etapa \| Clasificación de la etapa \| Clasificación de la etapa \| Clasificación de la etapa \| \| Ciclista \| Ciclista \| Equipo \| Tiempo \| \| \| ------------------------- \| --------------------------- \| ------------------------- \| ------------------------- \| ------------------------- \| \| 1.º \| Dylan Groenewegen \| LottoNL-Jumbo \| 2 h 21 min 45 s \| \| \| 2.º \| Max Walscheid \| Team Sunweb \| + 0 s \| \| \| 3.º \| Fabio Jakobsen \| Quick-Step Floors \| + 0 s \| \| \| 4.º \| Pascal Ackermann \| Bora-Hansgrohe \| + 0 s \| \| \| 5.º \| Matteo Trentin \| Mitchelton-Scott \| + 0 s \| \| \| 6.º \| Reinardt Janse van Rensburg \| Dimension Data \| + 0 s \| \| \| 7.º \| Arnaud Démare \| Groupama-FDJ \| + 0 s \| \| \| 8.º \| Jasper Stuyven \| Trek-Segafredo \| + 0 s \| \| \| 9.º \| Enzo Wouters \| Lotto-Soudal \| + 0 s \| \| \| 10.º \| Clément Venturini \| AG2R La Mondiale \| + 0 s \| \| |                             |                   |                 |
| |                             |                   |                 |
| Fuente: ProCyclingStats |                             |                   |                 |
| Clasificación de la etapa |                             |                   |                 |
| Ciclista | Ciclista                    | Equipo            | Tiempo          |
| 1.º | Dylan Groenewegen           | LottoNL-Jumbo     | 2 h 21 min 45 s |
| 2.º | Max Walscheid               | Team Sunweb       | + 0 s           |
| 3.º | Fabio Jakobsen              | Quick-Step Floors | + 0 s           |
| 4.º | Pascal Ackermann            | Bora-Hansgrohe    | + 0 s           |
| 5.º | Matteo Trentin              | Mitchelton-Scott  | + 0 s           |
| 6.º | Reinardt Janse van Rensburg | Dimension Data    | + 0 s           |
| 7.º | Arnaud Démare               | Groupama-FDJ      | + 0 s           |
| 8.º | Jasper Stuyven              | Trek-Segafredo    | + 0 s           |
| 9.º | Enzo Wouters                | Lotto-Soudal      | + 0 s           |
| 10.º | Clément Venturini           | AG2R La Mondiale  | + 0 s           |

| \| Clasificación general \| Clasificación general \| Clasificación general \| Clasificación general \| Clasificación general \| \| Ciclista \| Ciclista \| Equipo \| Tiempo \| \| \| --------------------- \| --------------------------- \| --------------------- \| --------------------- \| --------------------- \| \| 1.º \| Dylan Groenewegen \| LottoNL-Jumbo \| 2 h 21 min 35 s \| \| \| 2.º \| Silvan Dillier \| AG2R La Mondiale \| + 2 s \| \| \| 3.º \| Max Walscheid \| Team Sunweb \| + 4 s \| \| \| 4.º \| Fabio Jakobsen \| Quick-Step Floors \| + 6 s \| \| \| 5.º \| Andri Hrivko \| Astana \| + 6 s \| \| \| 6.º \| Marco Haller \| Katusha-Alpecin \| + 7 s \| \| \| 7.º \| Jay Thomson \| Dimension Data \| + 9 s \| \| \| 8.º \| Pascal Ackermann \| Bora-Hansgrohe \| + 10 s \| \| \| 9.º \| Matteo Trentin \| Mitchelton-Scott \| + 10 s \| \| \| 10.º \| Reinardt Janse van Rensburg \| Dimension Data \| + 10 s \| \| |                             |                   |                 |
| |                             |                   |                 |
| Fuente: ProCyclingStats |                             |                   |                 |
| Clasificación general |                             |                   |                 |
| Ciclista | Ciclista                    | Equipo            | Tiempo          |
| 1.º | Dylan Groenewegen           | LottoNL-Jumbo     | 2 h 21 min 35 s |
| 2.º | Silvan Dillier              | AG2R La Mondiale  | + 2 s           |
| 3.º | Max Walscheid               | Team Sunweb       | + 4 s           |
| 4.º | Fabio Jakobsen              | Quick-Step Floors | + 6 s           |
| 5.º | Andri Hrivko                | Astana            | + 6 s           |
| 6.º | Marco Haller                | Katusha-Alpecin   | + 7 s           |
| 7.º | Jay Thomson                 | Dimension Data    | + 9 s           |
| 8.º | Pascal Ackermann            | Bora-Hansgrohe    | + 10 s          |
| 9.º | Matteo Trentin              | Mitchelton-Scott  | + 10 s          |
| 10.º | Reinardt Janse van Rensburg | Dimension Data    | + 10 s          |

### 2.ª etapa
| Beihai - Qinzhou | etapa llana | (145,2 km) |

| \| Clasificación de la etapa \| Clasificación de la etapa \| Clasificación de la etapa \| Clasificación de la etapa \| Clasificación de la etapa \| \| Ciclista \| Ciclista \| Equipo \| Tiempo \| \| \| ------------------------- \| ------------------------- \| ------------------------- \| ------------------------- \| ------------------------- \| \| 1.º \| Pascal Ackermann \| Bora-Hansgrohe \| 3 h 18 min 58 s \| \| \| 2.º \| Fabio Jakobsen \| Quick-Step Floors \| + 0 s \| \| \| 3.º \| Dylan Groenewegen \| LottoNL-Jumbo \| + 0 s \| \| \| 4.º \| Lawrence Naesen \| Lotto-Soudal \| + 0 s \| \| \| 5.º \| Clément Venturini \| AG2R La Mondiale \| + 0 s \| \| \| 6.º \| Max Walscheid \| Team Sunweb \| + 0 s \| \| \| 7.º \| Matteo Trentin \| Mitchelton-Scott \| + 0 s \| \| \| 8.º \| Jenthe Biermans \| Katusha-Alpecin \| + 0 s \| \| \| 9.º \| Enzo Wouters \| Lotto-Soudal \| + 0 s \| \| \| 10.º \| Daniel McLay \| EF Education First-Drapac \| + 0 s \| \| |                   |                           |                 |
| |                   |                           |                 |
| Fuente: ProCyclingStats |                   |                           |                 |
| Clasificación de la etapa |                   |                           |                 |
| Ciclista | Ciclista          | Equipo                    | Tiempo          |
| 1.º | Pascal Ackermann  | Bora-Hansgrohe            | 3 h 18 min 58 s |
| 2.º | Fabio Jakobsen    | Quick-Step Floors         | + 0 s           |
| 3.º | Dylan Groenewegen | LottoNL-Jumbo             | + 0 s           |
| 4.º | Lawrence Naesen   | Lotto-Soudal              | + 0 s           |
| 5.º | Clément Venturini | AG2R La Mondiale          | + 0 s           |
| 6.º | Max Walscheid     | Team Sunweb               | + 0 s           |
| 7.º | Matteo Trentin    | Mitchelton-Scott          | + 0 s           |
| 8.º | Jenthe Biermans   | Katusha-Alpecin           | + 0 s           |
| 9.º | Enzo Wouters      | Lotto-Soudal              | + 0 s           |
| 10.º | Daniel McLay      | EF Education First-Drapac | + 0 s           |

| \| Clasificación general \| Clasificación general \| Clasificación general \| Clasificación general \| Clasificación general \| \| Ciclista \| Ciclista \| Equipo \| Tiempo \| \| \| --------------------- \| --------------------- \| --------------------- \| --------------------- \| --------------------- \| \| 1.º \| Dylan Groenewegen \| LottoNL-Jumbo \| 5 h 40 min 29 s \| \| \| 2.º \| Pascal Ackermann \| Bora-Hansgrohe \| + 4 s \| \| \| 3.º \| Fabio Jakobsen \| Quick-Step Floors \| + 4 s \| \| \| 4.º \| Silvan Dillier \| AG2R La Mondiale \| + 6 s \| \| \| 5.º \| Andri Hrivko \| Astana \| + 6 s \| \| \| 6.º \| Rémi Cavagna \| Quick-Step Floors \| + 6 s \| \| \| 7.º \| Max Walscheid \| Team Sunweb \| + 8 s \| \| \| 8.º \| Alex Dowsett \| Katusha-Alpecin \| + 8 s \| \| \| 9.º \| Marco Haller \| Katusha-Alpecin \| + 11 s \| \| \| 10.º \| Jay Thomson \| Dimension Data \| + 13 s \| \| |                   |                   |                 |
| |                   |                   |                 |
| Fuente: ProCyclingStats |                   |                   |                 |
| Clasificación general |                   |                   |                 |
| Ciclista | Ciclista          | Equipo            | Tiempo          |
| 1.º | Dylan Groenewegen | LottoNL-Jumbo     | 5 h 40 min 29 s |
| 2.º | Pascal Ackermann  | Bora-Hansgrohe    | + 4 s           |
| 3.º | Fabio Jakobsen    | Quick-Step Floors | + 4 s           |
| 4.º | Silvan Dillier    | AG2R La Mondiale  | + 6 s           |
| 5.º | Andri Hrivko      | Astana            | + 6 s           |
| 6.º | Rémi Cavagna      | Quick-Step Floors | + 6 s           |
| 7.º | Max Walscheid     | Team Sunweb       | + 8 s           |
| 8.º | Alex Dowsett      | Katusha-Alpecin   | + 8 s           |
| 9.º | Marco Haller      | Katusha-Alpecin   | + 11 s          |
| 10.º | Jay Thomson       | Dimension Data    | + 13 s          |

### 3.ª etapa
| Nanning - Nanning | etapa llana | (125,4 km) |

| \| Clasificación de la etapa \| Clasificación de la etapa \| Clasificación de la etapa \| Clasificación de la etapa \| Clasificación de la etapa \| \| Ciclista \| Ciclista \| Equipo \| Tiempo \| \| \| ------------------------- \| ------------------------- \| ------------------------- \| ------------------------- \| ------------------------- \| \| 1.º \| Fabio Jakobsen \| Quick-Step Floors \| 2 h 43 min 54 s \| \| \| 2.º \| Pascal Ackermann \| Bora-Hansgrohe \| + 0 s \| \| \| 3.º \| Max Walscheid \| Team Sunweb \| + 0 s \| \| \| 4.º \| Dylan Groenewegen \| LottoNL-Jumbo \| + 0 s \| \| \| 5.º \| Arnaud Démare \| Groupama-FDJ \| + 0 s \| \| \| 6.º \| Riccardo Minali \| Astana \| + 0 s \| \| \| 7.º \| Enzo Wouters \| Lotto-Soudal \| + 0 s \| \| \| 8.º \| Luka Mezgec \| Mitchelton-Scott \| + 0 s \| \| \| 9.º \| Clément Venturini \| AG2R La Mondiale \| + 0 s \| \| \| 10.º \| Roger Kluge \| Mitchelton-Scott \| + 0 s \| \| |                   |                   |                 |
| |                   |                   |                 |
| Fuente: ProCyclingStats |                   |                   |                 |
| Clasificación de la etapa |                   |                   |                 |
| Ciclista | Ciclista          | Equipo            | Tiempo          |
| 1.º | Fabio Jakobsen    | Quick-Step Floors | 2 h 43 min 54 s |
| 2.º | Pascal Ackermann  | Bora-Hansgrohe    | + 0 s           |
| 3.º | Max Walscheid     | Team Sunweb       | + 0 s           |
| 4.º | Dylan Groenewegen | LottoNL-Jumbo     | + 0 s           |
| 5.º | Arnaud Démare     | Groupama-FDJ      | + 0 s           |
| 6.º | Riccardo Minali   | Astana            | + 0 s           |
| 7.º | Enzo Wouters      | Lotto-Soudal      | + 0 s           |
| 8.º | Luka Mezgec       | Mitchelton-Scott  | + 0 s           |
| 9.º | Clément Venturini | AG2R La Mondiale  | + 0 s           |
| 10.º | Roger Kluge       | Mitchelton-Scott  | + 0 s           |

| \| Clasificación general \| Clasificación general \| Clasificación general \| Clasificación general \| Clasificación general \| \| Ciclista \| Ciclista \| Equipo \| Tiempo \| \| \| --------------------- \| --------------------- \| --------------------- \| --------------------- \| --------------------- \| \| 1.º \| Fabio Jakobsen \| Quick-Step Floors \| 8 h 24 min 17 s \| \| \| 2.º \| Pascal Ackermann \| Bora-Hansgrohe \| + 4 s \| \| \| 3.º \| Dylan Groenewegen \| LottoNL-Jumbo \| + 6 s \| \| \| 4.º \| Max Walscheid \| Team Sunweb \| + 10 s \| \| \| 5.º \| Silvan Dillier \| AG2R La Mondiale \| + 12 s \| \| \| 6.º \| Andri Hrivko \| Astana \| + 12 s \| \| \| 7.º \| Rémi Cavagna \| Quick-Step Floors \| + 12 s \| \| \| 8.º \| Alex Dowsett \| Katusha-Alpecin \| + 14 s \| \| \| 9.º \| Owain Doull \| Team Sky \| + 15 s \| \| \| 10.º \| Jasha Sütterlin \| Movistar Team \| + 17 s \| \| |                   |                   |                 |
| |                   |                   |                 |
| Fuente: ProCyclingStats |                   |                   |                 |
| Clasificación general |                   |                   |                 |
| Ciclista | Ciclista          | Equipo            | Tiempo          |
| 1.º | Fabio Jakobsen    | Quick-Step Floors | 8 h 24 min 17 s |
| 2.º | Pascal Ackermann  | Bora-Hansgrohe    | + 4 s           |
| 3.º | Dylan Groenewegen | LottoNL-Jumbo     | + 6 s           |
| 4.º | Max Walscheid     | Team Sunweb       | + 10 s          |
| 5.º | Silvan Dillier    | AG2R La Mondiale  | + 12 s          |
| 6.º | Andri Hrivko      | Astana            | + 12 s          |
| 7.º | Rémi Cavagna      | Quick-Step Floors | + 12 s          |
| 8.º | Alex Dowsett      | Katusha-Alpecin   | + 14 s          |
| 9.º | Owain Doull       | Team Sky          | + 15 s          |
| 10.º | Jasha Sütterlin   | Movistar Team     | + 17 s          |

### 4.ª etapa
| Nanning - Mashan | etapa de media montaña | (152,2 km) |

| \| Clasificación de la etapa \| Clasificación de la etapa \| Clasificación de la etapa \| Clasificación de la etapa \| Clasificación de la etapa \| \| Ciclista \| Ciclista \| Equipo \| Tiempo \| \| \| ------------------------- \| ------------------------- \| ------------------------- \| ------------------------- \| ------------------------- \| \| 1.º \| Gianni Moscon \| Team Sky \| 3 h 38 min 02 s \| \| \| 2.º \| Felix Großschartner \| Bora-Hansgrohe \| + 5 s \| \| \| 3.º \| Serguéi Chernetski \| Astana \| + 8 s \| \| \| 4.º \| Carlos Verona \| Mitchelton-Scott \| + 11 s \| \| \| 5.º \| Rigoberto Urán \| EF Education First-Drapac \| + 11 s \| \| \| 6.º \| Luis León Sánchez \| Astana \| + 15 s \| \| \| 7.º \| Rémi Cavagna \| Quick-Step Floors \| + 15 s \| \| \| 8.º \| Rubén Fernández Andújar \| Movistar Team \| + 15 s \| \| \| 9.º \| Davide Villella \| Astana \| + 18 s \| \| \| 10.º \| Jan Polanc \| UAE Team Emirates \| + 18 s \| \| |                         |                           |                 |
| |                         |                           |                 |
| Fuente: ProCyclingStats |                         |                           |                 |
| Clasificación de la etapa |                         |                           |                 |
| Ciclista | Ciclista                | Equipo                    | Tiempo          |
| 1.º | Gianni Moscon           | Team Sky                  | 3 h 38 min 02 s |
| 2.º | Felix Großschartner     | Bora-Hansgrohe            | + 5 s           |
| 3.º | Serguéi Chernetski      | Astana                    | + 8 s           |
| 4.º | Carlos Verona           | Mitchelton-Scott          | + 11 s          |
| 5.º | Rigoberto Urán          | EF Education First-Drapac | + 11 s          |
| 6.º | Luis León Sánchez       | Astana                    | + 15 s          |
| 7.º | Rémi Cavagna            | Quick-Step Floors         | + 15 s          |
| 8.º | Rubén Fernández Andújar | Movistar Team             | + 15 s          |
| 9.º | Davide Villella         | Astana                    | + 18 s          |
| 10.º | Jan Polanc              | UAE Team Emirates         | + 18 s          |

| \| Clasificación general \| Clasificación general \| Clasificación general \| Clasificación general \| Clasificación general \| \| Ciclista \| Ciclista \| Equipo \| Tiempo \| \| \| --------------------- \| ----------------------- \| ------------------------- \| --------------------- \| --------------------- \| \| 1.º \| Gianni Moscon \| Team Sky \| 12 h 02 min 29 s \| \| \| 2.º \| Felix Großschartner \| Bora-Hansgrohe \| + 9 s \| \| \| 3.º \| Serguéi Chernetski \| Astana \| + 14 s \| \| \| 4.º \| Rémi Cavagna \| Quick-Step Floors \| + 17 s \| \| \| 5.º \| Rigoberto Urán \| EF Education First-Drapac \| + 21 s \| \| \| 6.º \| Carlos Verona \| Mitchelton-Scott \| + 21 s \| \| \| 7.º \| Rubén Fernández Andújar \| Movistar Team \| + 25 s \| \| \| 8.º \| Luis León Sánchez \| Astana \| + 25 s \| \| \| 9.º \| Dries Devenyns \| Quick-Step Floors \| + 27 s \| \| \| 10.º \| Natnael Berhane \| Dimension Data \| + 28 s \| \| |                         |                           |                  |
| |                         |                           |                  |
| Fuente: ProCyclingStats |                         |                           |                  |
| Clasificación general |                         |                           |                  |
| Ciclista | Ciclista                | Equipo                    | Tiempo           |
| 1.º | Gianni Moscon           | Team Sky                  | 12 h 02 min 29 s |
| 2.º | Felix Großschartner     | Bora-Hansgrohe            | + 9 s            |
| 3.º | Serguéi Chernetski      | Astana                    | + 14 s           |
| 4.º | Rémi Cavagna            | Quick-Step Floors         | + 17 s           |
| 5.º | Rigoberto Urán          | EF Education First-Drapac | + 21 s           |
| 6.º | Carlos Verona           | Mitchelton-Scott          | + 21 s           |
| 7.º | Rubén Fernández Andújar | Movistar Team             | + 25 s           |
| 8.º | Luis León Sánchez       | Astana                    | + 25 s           |
| 9.º | Dries Devenyns          | Quick-Step Floors         | + 27 s           |
| 10.º | Natnael Berhane         | Dimension Data            | + 28 s           |

### 5.ª etapa
| Liuzhou - Guilin | etapa de media montaña | (212,2 km) |

| \| Clasificación de la etapa \| Clasificación de la etapa \| Clasificación de la etapa \| Clasificación de la etapa \| Clasificación de la etapa \| \| Ciclista \| Ciclista \| Equipo \| Tiempo \| \| \| ------------------------- \| ------------------------- \| ------------------------- \| ------------------------- \| ------------------------- \| \| 1.º \| Matteo Trentin \| Mitchelton-Scott \| 4 h 54 min 34 s \| \| \| 2.º \| Pascal Ackermann \| Bora-Hansgrohe \| + 0 s \| \| \| 3.º \| Jasper Stuyven \| Trek-Segafredo \| + 0 s \| \| \| 4.º \| Carlos Barbero \| Movistar Team \| + 0 s \| \| \| 5.º \| Lawrence Naesen \| Lotto-Soudal \| + 0 s \| \| \| 6.º \| Clément Venturini \| AG2R La Mondiale \| + 0 s \| \| \| 7.º \| Gianni Moscon \| Team Sky \| + 0 s \| \| \| 8.º \| Natnael Berhane \| Dimension Data \| + 0 s \| \| \| 9.º \| José Gonçalves \| Katusha-Alpecin \| + 0 s \| \| \| 10.º \| Jenthe Biermans \| Katusha-Alpecin \| + 0 s \| \| |                   |                  |                 |
| |                   |                  |                 |
| Fuente: ProCyclingStats |                   |                  |                 |
| Clasificación de la etapa |                   |                  |                 |
| Ciclista | Ciclista          | Equipo           | Tiempo          |
| 1.º | Matteo Trentin    | Mitchelton-Scott | 4 h 54 min 34 s |
| 2.º | Pascal Ackermann  | Bora-Hansgrohe   | + 0 s           |
| 3.º | Jasper Stuyven    | Trek-Segafredo   | + 0 s           |
| 4.º | Carlos Barbero    | Movistar Team    | + 0 s           |
| 5.º | Lawrence Naesen   | Lotto-Soudal     | + 0 s           |
| 6.º | Clément Venturini | AG2R La Mondiale | + 0 s           |
| 7.º | Gianni Moscon     | Team Sky         | + 0 s           |
| 8.º | Natnael Berhane   | Dimension Data   | + 0 s           |
| 9.º | José Gonçalves    | Katusha-Alpecin  | + 0 s           |
| 10.º | Jenthe Biermans   | Katusha-Alpecin  | + 0 s           |

| \| Clasificación general \| Clasificación general \| Clasificación general \| Clasificación general \| Clasificación general \| \| Ciclista \| Ciclista \| Equipo \| Tiempo \| \| \| --------------------- \| ----------------------- \| ------------------------- \| --------------------- \| --------------------- \| \| 1.º \| Gianni Moscon \| Team Sky \| 16 h 57 min 03 s \| \| \| 2.º \| Felix Großschartner \| Bora-Hansgrohe \| + 9 s \| \| \| 3.º \| Serguéi Chernetski \| Astana \| + 14 s \| \| \| 4.º \| Rémi Cavagna \| Quick-Step Floors \| + 17 s \| \| \| 5.º \| Carlos Verona \| Mitchelton-Scott \| + 21 s \| \| \| 6.º \| Rigoberto Urán \| EF Education First-Drapac \| + 21 s \| \| \| 7.º \| Rubén Fernández Andújar \| Movistar Team \| + 25 s \| \| \| 8.º \| Luis León Sánchez \| Astana \| + 25 s \| \| \| 9.º \| Dries Devenyns \| Quick-Step Floors \| + 27 s \| \| \| 10.º \| Natnael Berhane \| Dimension Data \| + 28 s \| \| |                         |                           |                  |
| |                         |                           |                  |
| Fuente: ProCyclingStats |                         |                           |                  |
| Clasificación general |                         |                           |                  |
| Ciclista | Ciclista                | Equipo                    | Tiempo           |
| 1.º | Gianni Moscon           | Team Sky                  | 16 h 57 min 03 s |
| 2.º | Felix Großschartner     | Bora-Hansgrohe            | + 9 s            |
| 3.º | Serguéi Chernetski      | Astana                    | + 14 s           |
| 4.º | Rémi Cavagna            | Quick-Step Floors         | + 17 s           |
| 5.º | Carlos Verona           | Mitchelton-Scott          | + 21 s           |
| 6.º | Rigoberto Urán          | EF Education First-Drapac | + 21 s           |
| 7.º | Rubén Fernández Andújar | Movistar Team             | + 25 s           |
| 8.º | Luis León Sánchez       | Astana                    | + 25 s           |
| 9.º | Dries Devenyns          | Quick-Step Floors         | + 27 s           |
| 10.º | Natnael Berhane         | Dimension Data            | + 28 s           |

### 6.ª etapa
| Guilin - Guilin | etapa de media montaña | (169 km) |

| \| Clasificación de la etapa \| Clasificación de la etapa \| Clasificación de la etapa \| Clasificación de la etapa \| Clasificación de la etapa \| \| Ciclista \| Ciclista \| Equipo \| Tiempo \| \| \| ------------------------- \| --------------------------- \| ------------------------- \| ------------------------- \| ------------------------- \| \| 1.º \| Fabio Jakobsen \| Quick-Step Floors \| 3 h 42 min 53 s \| \| \| 2.º \| Pascal Ackermann \| Bora-Hansgrohe \| + 0 s \| \| \| 3.º \| Rüdiger Selig \| Bora-Hansgrohe \| + 0 s \| \| \| 4.º \| Reinardt Janse van Rensburg \| Dimension Data \| + 0 s \| \| \| 5.º \| Max Walscheid \| Team Sunweb \| + 0 s \| \| \| 6.º \| Carlos Barbero \| Movistar Team \| + 0 s \| \| \| 7.º \| Matteo Trentin \| Mitchelton-Scott \| + 0 s \| \| \| 8.º \| Daniel McLay \| EF Education First-Drapac \| + 0 s \| \| \| 9.º \| Enzo Wouters \| Lotto-Soudal \| + 0 s \| \| \| 10.º \| Chun Kai Feng \| Bahrain-Merida \| + 0 s \| \| |                             |                           |                 |
| |                             |                           |                 |
| Fuente: ProCyclingStats |                             |                           |                 |
| Clasificación de la etapa |                             |                           |                 |
| Ciclista | Ciclista                    | Equipo                    | Tiempo          |
| 1.º | Fabio Jakobsen              | Quick-Step Floors         | 3 h 42 min 53 s |
| 2.º | Pascal Ackermann            | Bora-Hansgrohe            | + 0 s           |
| 3.º | Rüdiger Selig               | Bora-Hansgrohe            | + 0 s           |
| 4.º | Reinardt Janse van Rensburg | Dimension Data            | + 0 s           |
| 5.º | Max Walscheid               | Team Sunweb               | + 0 s           |
| 6.º | Carlos Barbero              | Movistar Team             | + 0 s           |
| 7.º | Matteo Trentin              | Mitchelton-Scott          | + 0 s           |
| 8.º | Daniel McLay                | EF Education First-Drapac | + 0 s           |
| 9.º | Enzo Wouters                | Lotto-Soudal              | + 0 s           |
| 10.º | Chun Kai Feng               | Bahrain-Merida            | + 0 s           |

## Clasificaciones finales
Las clasificaciones finalizaron de la siguiente forma:

### Clasificación general
| \| Clasificación general \| Clasificación general \| Clasificación general \| Clasificación general \| Clasificación general \| \| Ciclista \| Ciclista \| Equipo \| Tiempo \| \| \| --------------------- \| ----------------------- \| ------------------------- \| --------------------- \| --------------------- \| \| 1.º \| Gianni Moscon \| Team Sky \| 16 h 57 min 03 s \| \| \| 2.º \| Felix Großschartner \| Bora-Hansgrohe \| + 9 s \| \| \| 3.º \| Serguéi Chernetski \| Astana \| + 14 s \| \| \| 4.º \| Rémi Cavagna \| Quick-Step Floors \| + 17 s \| \| \| 5.º \| Carlos Verona \| Mitchelton-Scott \| + 21 s \| \| \| 6.º \| Rigoberto Urán \| EF Education First-Drapac \| + 21 s \| \| \| 7.º \| Rubén Fernández Andújar \| Movistar Team \| + 25 s \| \| \| 8.º \| Luis León Sánchez \| Astana \| + 25 s \| \| \| 9.º \| Dries Devenyns \| Quick-Step Floors \| + 27 s \| \| \| 10.º \| Natnael Berhane \| Dimension Data \| + 28 s \| \| |                         |                           |                  |
| |                         |                           |                  |
| Fuente: ProCyclingStats |                         |                           |                  |
| Clasificación general |                         |                           |                  |
| Ciclista | Ciclista                | Equipo                    | Tiempo           |
| 1.º | Gianni Moscon           | Team Sky                  | 16 h 57 min 03 s |
| 2.º | Felix Großschartner     | Bora-Hansgrohe            | + 9 s            |
| 3.º | Serguéi Chernetski      | Astana                    | + 14 s           |
| 4.º | Rémi Cavagna            | Quick-Step Floors         | + 17 s           |
| 5.º | Carlos Verona           | Mitchelton-Scott          | + 21 s           |
| 6.º | Rigoberto Urán          | EF Education First-Drapac | + 21 s           |
| 7.º | Rubén Fernández Andújar | Movistar Team             | + 25 s           |
| 8.º | Luis León Sánchez       | Astana                    | + 25 s           |
| 9.º | Dries Devenyns          | Quick-Step Floors         | + 27 s           |
| 10.º | Natnael Berhane         | Dimension Data            | + 28 s           |

### Clasificación por puntos
| Clasificación por puntos | Clasificación por puntos | Clasificación por puntos | Clasificación por puntos | Clasificación por puntos |
| Ciclista                 | Ciclista                 | Equipo                   | Puntos                   |                          |
| ------------------------ | ------------------------ | ------------------------ | ------------------------ | ------------------------ |
| 1.º                      | Fabio Jakobsen           | Quick-Step Floors        | 52 pts                   |                          |
| 2.º                      | Pascal Ackermann         | Bora-Hansgrohe           | 52 pts                   |                          |
| 3.º                      | Dylan Groenewegen        | LottoNL-Jumbo            | 30 pts                   |                          |
| 4.º                      | Matteo Trentin           | Mitchelton-Scott         | 29 pts                   |                          |
| 5.º                      | Max Walscheid            | Team Sunweb              | 29 pts                   |                          |
| 6.º                      | Silvan Dillier           | AG2R La Mondiale         | 24 pts                   |                          |
| 7.º                      | Nathan Van Hooydonck     | BMC Racing Team          | 22 pts                   |                          |
| 8.º                      | Rémi Cavagna             | Quick-Step Floors        | 20 pts                   |                          |
| 9.º                      | Gianni Moscon            | Team Sky                 | 19 pts                   |                          |
| 10.º                     | Stefan Küng              | BMC Racing Team          | 16 pts                   |                          |

### Clasificación de la montaña
| Clasificación de la montaña | Clasificación de la montaña | Clasificación de la montaña | Clasificación de la montaña | Clasificación de la montaña |
| Ciclista                    | Ciclista                    | Equipo                      | Puntos                      |                             |
| --------------------------- | --------------------------- | --------------------------- | --------------------------- | --------------------------- |
| 1.º                         | Silvan Dillier              | AG2R La Mondiale            | 37 pts                      |                             |
| 2.º                         | Gianni Moscon               | Team Sky                    | 22 pts                      |                             |
| 3.º                         | Tony Martin                 | Katusha-Alpecin             | 22 pts                      |                             |
| 4.º                         | Rigoberto Urán              | EF Education First-Drapac   | 21 pts                      |                             |
| 5.º                         | Pascal Eenkhoorn            | LottoNL-Jumbo               | 18 pts                      |                             |
| 6.º                         | Tosh Van der Sande          | Lotto-Soudal                | 11 pts                      |                             |
| 7.º                         | Serguéi Chernetski          | Astana                      | 10 pts                      |                             |
| 8.º                         | Philippe Gilbert            | Quick-Step Floors           | 6 pts                       |                             |
| 9.º                         | Nathan Van Hooydonck        | BMC Racing Team             | 6 pts                       |                             |
| 10.º                        | José Gonçalves              | Katusha-Alpecin             | 6 pts                       |                             |

### Clasificación de los jóvenes
| Clasificación del mejor joven | Clasificación del mejor joven | Clasificación del mejor joven | Clasificación del mejor joven | Clasificación del mejor joven |
| Ciclista                      | Ciclista                      | Equipo                        | Tiempo                        |                               |
| ----------------------------- | ----------------------------- | ----------------------------- | ----------------------------- | ----------------------------- |
| 1.º                           | Gianni Moscon                 | Team Sky                      | 20 h 39 min 56 s              |                               |
| 2.º                           | Felix Großschartner           | Bora-Hansgrohe                | + 9 s                         |                               |
| 3.º                           | Rémi Cavagna                  | Quick-Step Floors             | + 17 s                        |                               |
| 4.º                           | Edward Dunbar                 | Team Sky                      | + 28 s                        |                               |
| 5.º                           | Nathan Van Hooydonck          | BMC Racing Team               | + 32 s                        |                               |
| 6.º                           | Martijn Tusveld               | Team Sunweb                   | + 38 s                        |                               |
| 7.º                           | Hugh Carthy                   | EF Education First-Drapac     | + 43 s                        |                               |
| 8.º                           | Aurélien Paret-Peintre        | AG2R La Mondiale              | + 43 s                        |                               |
| 9.º                           | Pavel Sivakov                 | Team Sky                      | + 56 s                        |                               |
| 10.º                          | Clément Venturini             | AG2R La Mondiale              | + 1 min 07 s                  |                               |

### Clasificación por equipos
| Clasificación por equipos | Clasificación por equipos                | Clasificación por equipos | Clasificación por equipos |
| Equipo                    | Equipo                                   | Tiempo                    |                           |
| ------------------------- | ---------------------------------------- | ------------------------- | ------------------------- |
| 1.º                       | Astana                                   | 62 h 00 min 59 s          |                           |
| 2.º                       | Quick-Step Floors                        | + 10 s                    |                           |
| 3.º                       | Sky                                      | + 23 s                    |                           |
| 4.º                       | Movistar Team                            | + 40 s                    |                           |
| 5.º                       | UAE Team Emirates                        | + 54 s                    |                           |
| 6.º                       | AG2R La Mondiale                         | + 1 min 27 s              |                           |
| 7.º                       | Dimension Data                           | + 1 min 31 s              |                           |
| 8.º                       | Lotto Soudal                             | + 2 min 08 s              |                           |
| 9.º                       | EF Education First-Drapac p/b Cannondale | + 2 min 16 s              |                           |
| 10.º                      | Trek-Segafredo                           | + 2 min 41 s              |                           |

## Evolución de las clasificaciones
| Etapa                   | Vencedor                | Clasificación general | Clasificación por puntos | Clasificación de la montaña | Clasificación de los jóvenes | Clasificación por equipos |
| ----------------------- | ----------------------- | --------------------- | ------------------------ | --------------------------- | ---------------------------- | ------------------------- |
| 1.ª                     | Dylan Groenewegen       | Dylan Groenewegen     | Silvan Dillier           | Silvan Dillier              | Dylan Groenewegen            | Ag2r La Mondiale          |
| 2.ª                     | Pascal Ackermann        | Dylan Groenewegen     | Dylan Groenewegen        | Silvan Dillier              | Dylan Groenewegen            | Ag2r La Mondiale          |
| 3.ª                     | Fabio Jakobsen          | Fabio Jakobsen        | Fabio Jakobsen           | Silvan Dillier              | Fabio Jakobsen               | Ag2r La Mondiale          |
| 4.ª                     | Gianni Moscon           | Gianni Moscon         | Fabio Jakobsen           | Gianni Moscon               | Gianni Moscon                | Astana                    |
| 5.ª                     | Matteo Trentin          | Gianni Moscon         | Pascal Ackermann         | Silvan Dillier              | Gianni Moscon                | Astana                    |
| 6.ª                     | Fabio Jakobsen          | Gianni Moscon         | Fabio Jakobsen           | Silvan Dillier              | Gianni Moscon                | Astana                    |
| Clasificaciones finales | Clasificaciones finales | Gianni Moscon         | Fabio Jakobsen           | Silvan Dillier              | Gianni Moscon                | Astana                    |

## UCI World Ranking
El Tour de Guangxi otorga puntos para el UCI WorldTour 2018 y el UCI World Ranking, este último para corredores de los equipos en las categorías UCI WorldTeam, Profesional Continental y Equipos Continentales. Las siguientes tablas muestran el baremo de puntuación y los 10 corredores que obtuvieron más puntos:
| Posición              | 1.º | 2.º | 3.º | 4.º | 5.º | 6.º | 7.º | 8.º | 9.º | 10.º | 11.º | 12.º | 13.º | 14.º | 15.º-20.º | 21.º-30.º | 31.º-50.º | 51.º-55.º | 56.º-60.º |
| Clasificación general | 300 | 250 | 215 | 175 | 120 | 115 | 95  | 75  | 60  | 50   | 40   | 35   | 30   | 25   | 20        | 12        | 5         | 2         | 1         |
| Por etapa             | 40  | 15  | 6   |     |     |     |     |     |     |      |      |      |      |      |           |           |           |           |           |
| Líder                 | 6   |     |     |     |     |     |     |     |     |      |      |      |      |      |           |           |           |           |           |

| Clasificación |                     |                           |         |       |       |       |
| Posición      | Ciclista            | Equipo                    | General | Etapa | Líder | Total |
| ------------- | ------------------- | ------------------------- | ------- | ----- | ----- | ----- |
| 1.º           | Gianni Moscon       | Sky                       | 300     | 40    | 12    | 352   |
| 2.º           | Felix Großschartner | Bora-Hansgrohe            | 250     | 15    | -     | 265   |
| 3.º           | Sergei Chernetski   | Astana                    | 215     | 6     | -     | 221   |
| 4.º           | Rémi Cavagna        | Quick-Step Floors         | 175     | -     | -     | 175   |
| 5.º           | Carlos Verona       | Mitchelton-Scott          | 120     | -     | -     | 120   |
| 6.º           | Rigoberto Urán      | EF Education First-Drapac | 115     | -     | -     | 115   |
| 7.º           | Fabio Jakobsen      | Quick-Step Floors         | -       | 101   | 6     | 107   |
| 8.º           | Rubén Fernández     | Movistar                  | 95      | -     | -     | 95    |
| 9.º           | Pascal Ackermann    | Bora-Hansgrohe            | 2       | 85    | -     | 87    |
| 10.º          | Luis León Sánchez   | Astana                    | 75      | -     | -     | 75    |